# Pohlia tundrae
Pohlia tundrae är en bladmossart som beskrevs av Arthur Jonathan Shaw 1981. Pohlia tundrae ingår i släktet nickmossor, och familjen Bryaceae. Inga underarter finns listade i Catalogue of Life.